# Lazníky
Lazníky (in tedesco Groß Lasnik) è un comune della Repubblica Ceca facente parte del distretto di Přerov, nella regione di Olomouc.